# Lindemann-Weierstrassov izrek
Lindemann-Weierstrassov izrek je izrek v matematiki, ki je zelo uporaben pri ugotavljanju transcendentnosti števil. Izrek se glasi: če so α1,...,αn različna algebrska števila, ki so linearno neodvisna v množici racionalnih števil {\displaystyle \mathbb {Q} } in β1,...,βn poljubna argebrska števila različna od 0, potem velja:
{\displaystyle \beta _{1}e^{\alpha _{1}}+\cdots +\beta _{n}e^{\alpha _{n}}\neq 0\!\,.}
Transcendentnosti števil e in π sta neposredni posledici tega izreka. Pri dokazu transcendentnosti e je potrebno pokazati, da če je e algebrski, potem obstajajo takšna racionalna števila β0,...,βn, ki niso vsa enaka 0, da velja
{\displaystyle \beta _{n}e^{n}+\cdots +\beta _{1}e^{1}+\beta _{0}e^{0}=0\!\,.}
Ker je vsako racionalno število algebrsko, to nasprotuje Lindemann-Weierstrassovemu izreku in e mora biti transcendentno število.
Enakovredna oblika izreka je naslednja: če so α1,...,αn različna algebrska števila, so eksponenti {\displaystyle e^{\alpha _{1}},\ldots ,e^{\alpha _{n}}} linearno neodvisni v množici algebrskih števil.
Pri dokazovanju transcendentnosti števila π se predpostavi, da je algebrsko. Ker množica vseh algebrskih števil tvori obseg, to nakazuje, da sta tudi πi in 2πi algebrska. Če se vzame β1 = β2 = 1, α1 = πi, α2 = 2πi, Lindemann-Weierstrassov izrek da enačbo (glej Eulerjeva enačba v kompleksni analizi):
{\displaystyle 0\neq e^{\pi i}+e^{2\pi i}=-1+1=0\!\,.}
To protislovje pokaže transcendentnost števila π.
Izrek se imenuje po Ferdinandu von Lindemannu in Karlu Weierstrassu. Lindemann je leta 1882 dokazal da je število {\displaystyle e^{\alpha }} transcendentno za vsako neničelno algebrsko število α, in s tem dokazal, da je π transcendentno število. Weierstrass je dokazal izrek v splošnem leta 1885. Izrek skupaj z Gelfond-Schneiderjevim izrekom posploši Schanuelova domneva. Če bo dokazana, bo poleg omenjenih izrekov rešila več drugih problemov o transcendentnosti eksponentne funkcije, kakor tudi še ne dokazano algebrsko neodvisnost števil π in e.
Izrek je znan tudi pod imenoma Hermite-Lindemannov izrek in Hermite-Lindemann-Weierstassov izrek. Charles Hermite je najprej dokazal preprostejši izrek, kjer so {\displaystyle \alpha _{i}} racionalna števila in je linearna neodvisnost zagotovljena v množici racionalnih števil, kar včasih imenujejo Hermitov izrek. Čeprav je bolj posebni primer zgornjega izreka, se lahko splošni rezultat prevede na preprostejši primer. Lindemann je prvi obravnaval algebrska števila v Hermitovem delu leta 1882. Kmalu potem, ko je Weierstrass podal popolno rešitev, je več matematikov podalo poenostavljene dokaze, od katerih je morda najbolj znan Hilbertov dokaz.